# Dolhești (Suceava)
Dolhești is een Roemeense gemeente in het district Suceava.
Dolhești telt 4008 inwoners.